# Gottfried Matthes
Gottfried Matthes (* 26. März 1938; † 27. April 2019) war ein deutscher Fußballspieler. In der DDR-Oberliga, der höchsten Spielklasse im DDR-Fußball, war er für den SC Einheit Dresden, die BSG Motor Zwickau und Dynamo Dresden aktiv. Mit dem SC Einheit wurde er 1958 Pokalsieger, und er bestritt mehrere Länderspiele mit der DDR-Nachwuchs- und der B-Nationalmannschaft.

## Sportliche Laufbahn
Mit 19 Jahren bestritt Gottfried Matthes in der Saison 1957 (Kalenderjahrsaison) beim SC Einheit Dresden seine ersten Spiele in der DDR-Oberliga. Zunächst profitierte er von Ausfällen des Standardstürmers Felix Vogel und dem Angreifer Heinz Nicklich, sodass er bereits in seiner ersten Oberligaspielzeit auf elf Punktspieleinsätze kam und mit seinen fünf Treffern schon seine Torgefährlichkeit andeutete. Die Saison 1958 wurde bereits zum erfolgreichsten Jahr in Matthes Fußballkarriere. Er bestritt als Stürmer alle 26 Oberligaspiele, wurde mit acht Treffern zusammen mit Felix Vogel Torschützenkönig der Dresdner und wurde in die DDR-Nachwuchsnationalmannschaft berufen. Mit ihr absolvierte er zunächst 1958 drei, danach 1961 zwei weitere Länderspiele. Am 14. Dezember 1958 gewann er mit dem SC Einheit den DDR-Fußballpokal nach einem 2:1-Sieg in der Verlängerung über den SC Lok Leipzig. Matthes war als halblinker Stürmer aufgeboten worden. 1959 kam er nur auf 20 Punktspieleinsätze, wurde aber trotzdem mit neun Treffern diesmal alleiniger Torschützenkönig des SC Einheit. In der Saison 1960 teilte er sich die Torschützenkrone wieder mit Felix Vogel, beiden reichten dazu sechs Treffer. Von den 26 Oberligaspielen verpasste Matthes nur eine Partie. Anschließend wechselte er überraschend zum Oberligakonkurrenten Motor Zwickau.
1961 wechselte der DDR-Fußball zurück in den Sommer-Frühjahr-Spielrhythmus, dazu musste die Oberliga bis zum Juni 1962 eine Saison über 39 Runden austragen. Auch in Zwickau wurde Matthes wieder als Stürmer eingesetzt, konnte aber im letzten Drittel der Saison nicht mehr aufgeboten werden. So bestritt er von den 39 Punktspielen nur 24 Partien, in denen er fünf Tore erzielte. Im Laufe der Saison war er in zwei Länderspielen der B-Nationalmannschaft eingesetzt worden.
In der Spielzeit 1961/62 hatte sich die SG Dynamo Dresden nach langer Abstinenz die Rückkehr in die Oberliga erkämpft. Um dort bestehen zu können, wurde die Mannschaft mit mehreren oberligaerfahrenen Spielern verstärkt, unter ihnen war auch Gottfried Matthes. Er wurde jedoch 1962/63 nur in fünf Oberligaspielen der Hinrunde eingesetzt und beendete erstmals in seiner Oberligalaufbahn eine Saison ohne Torerfolg. Erfolglos blieb auch die SG Dynamo, die nach einer Spielzeit wieder in die DDR-Liga absteigen musste. Dort gelang es Matthes, sich wieder als Stammspieler zu etablieren, denn er bestritt alle 30 Punktspiele, allerdings nur mit einem Tor. Trotzdem war er einer der Garanten für den sofortigen Wiederaufstieg. Die beiden folgen Oberligaspielzeiten 1964/65 und 1965/66 verliefen für Matthes erneut enttäuschend, denn er kam nur drei- bzw. zweimal zum Einsatz. Tore waren Fehlanzeige.
Im Alter von 26 Jahren begrub er seine Oberligahoffnungen und schloss sich zur Saison 1966/67 dem FSV Lokomotive Dresden an. Der Nachfolger des SC Einheit Dresden spielte in der DDR-Liga und Matthes schaffte es wieder Stammspieler zu werden. Von den 30 Punktspielen absolvierte er 22 Begegnungen und wurde mit elf Treffern zum vierten Mal Torschützenkönig einer Dresdner Mannschaft. 1967/68 konnte er seine Punktspielquote noch einmal steigern, denn er kam diesmal auf 27 Einsätze und war mit fünf Toren auch relativ erfolgreich. Mit 30 Jahren ging er in seine letzte Saison im höherklassigen Fußball. Er kam 1968/69 nur noch auf vier Punktspieleinsätze und schoss auch nur noch ein Tor.